# Воинские звания и знаки различия военно-морских сил Боливии
Воинское звание и знаки различия военно-морских сил Боливии — определяет положение (права, обязанности) военных военно-морских сил Боливии по отношению к другим военным. Воинское звание присваивается гражданам как признание их заслуг, особых отличий, служебной квалификации.

## Особенности
Вооружённые Силы Боливии имеет четыре вида: армия, военно-морские силы, военно-воздушных силы и национальная полиция. Каждый из видов сил имеет аналогичную структуру воинского ранжирования: унтер-офицеры, старшие унтер-офицеры, офицеры и генералы (адмиралы).
Несмотря на то, что Боливия не имеет выхода к морю, вооружённые силы имеют в своём составе военно-морские силы, которые базируются на озёрах и реках. Самым большим является озеро Титикака, которое делится между Боливией и Перу.
Военно-морские силы Боливии, в отличие от других видов сил, имеют различные специализации для унтер-офицеров и рядового состава:
- машинные специальности;
- медицинские специальности;
- водолазные специальности;
- логистические специальности;
- тыловые специальности;
- связные специальности.

Принадлежность к определённой специальности можно определить по специальным нашивкам на погонах:

### Нашивки на погонах
| Различия      |               |                       |                   |                   |                   |                   |                   |
| Различия      | Унтер-офицеры | Старшие унтер-офицеры | Все унтер-офицеры | Все унтер-офицеры | Все унтер-офицеры | Все унтер-офицеры | Все унтер-офицеры |
| Специализация | Машинисты     | Машинисты             | Медицина          | Водолазы          | Логистики         | Квартирмейстеры   | Сигнальщики       |

## Воинские звания и знаки различия

### Адмиралы и офицеры
| Категории                             | Адмиралы      | Адмиралы      | Адмиралы        | Старшие офицеры    | Старшие офицеры    | Старшие офицеры      | Младшие офицеры   | Младшие офицеры           | Младшие офицеры |
| ------------------------------------- | ------------- | ------------- | --------------- | ------------------ | ------------------ | -------------------- | ----------------- | ------------------------- | --------------- |
| Погон                                 |               |               |                 | —                  | —                  | —                    | —                 | —                         | —               |
| Нарукавный знак различия              |               |               |                 |                    |                    |                      |                   |                           |                 |
| Знак различия на полевую форму одежды |               |               |                 |                    |                    |                      |                   |                           |                 |
| Боливийское название                  | Almirante     | Vicealmirante | Contraalmirante | Capitán de navío   | Capitán de fragata | Capitán de corbeta   | Teniente de navío | Teniente de fragata       | Alférez         |
| Аналог США                            | Admiral       | Vice admiral  | Rear admiral    | Captain            | Commander          | Lieutenant commander | Lieutenant        | Lieutenant (junior grade) | Ensign          |
| Российское соответствие               | Адмирал флота | Адмирал       | Вице-адмирал    | Капитан 1-го ранга | Капитан 2-го ранга | Капитан 3-го ранга   | Капитан-лейтенант | Старший лейтенант         | Лейтенант       |

### Старшины и матросы
| Категории                             | Унтер-офицеры              | Унтер-офицеры              | Унтер-офицеры                | Унтер-офицеры       | Унтер-офицеры             | Старшины                   | Старшины                  | Старшины         | Матросы           | Матросы             | Матросы        |
| ------------------------------------- | -------------------------- | -------------------------- | ---------------------------- | ------------------- | ------------------------- | -------------------------- | ------------------------- | ---------------- | ----------------- | ------------------- | -------------- |
| Погон/нарукавный знак различия        |                            |                            |                              |                     |                           |                            |                           |                  |                   |                     | —              |
| Знак различия на полевую форму одежды | 155x155пкc                 |                            |                              |                     |                           |                            |                           |                  |                   |                     | —              |
| Боливийское название                  | Suboficial maestre         | Suboficial mayor           | Suboficial primero           | Suboficial segundo  | Suboficial inicial        | Sargento primero           | Sargento segundo          | Sargento inicial | Cabo conscripto   | Marinero de primera | Marinero       |
| Аналог США                            | Master chief petty officer | Master chief petty officer | Senior chief petty officer   | Chief petty officer | Petty officer first class | Petty officer second class | Petty officer third class | Seaman           | Seaman apprentice | Seaman apprentice   | Seaman recruit |
| Российское соответствие               | Старший мичман             | Мичман                     | Главный корабельный старшина | —                   | Главный старшина          | Старшина 1-й статьи        | Старшина 2-й статьи       | —                | Старший матрос    | Старший матрос      | Матрос         |